# Liste der Monuments historiques in Vénérand
Die Liste der Monuments historiques in Vénérand führt die Monuments historiques in der französischen Gemeinde Vénérand auf.

## Liste der Bauwerke
| Bezeichnung              | Beschreibung                                                     | Standort                                                                     | Kennzeichnung | Schutzstatus | Datum | Bild           |
| ------------------------ | ---------------------------------------------------------------- | ---------------------------------------------------------------------------- | ------------- | ------------ | ----- | -------------- |
| Gallo-römischer Aquadukt | zwei Quellfassungen: Fontaine de la Roche und Fontaine du Moulin | auch auf dem Gebiet der Gemeinden Le Douhet, Fontcouverte und Saintes (Lage) | PA00105313    | Classé       | 2014  | weitere Bilder |

## Liste der Objekte
| Bezeichnung | Beschreibung          | Standort                                          | Kennzeichnung | Schutzstatus | Datum | Bild |
| ----------- | --------------------- | ------------------------------------------------- | ------------- | ------------ | ----- | ---- |
| Glocke      | Bronze, 1666 gegossen | in der Kirche Sainte-Marie-de-l'Assomption (Lage) | PM17001956    | Inscrit      | 2002  |      |